# Monument à Edgar Quinet (détruit)
Le Monument à Edgar Quinet est une sculpture réalisée par Aimé Millet, représentant Edgar Quinet assis dans un fauteuil alors qu'il dispense son savoir. Le monument est inauguré à Bourg-en-Bresse le 14 avril 1883. L'œuvre est installée sur un piédestal réalisé par l'architecte Anselme Rochet. Sur la face avant du piédestal est gravé de la mention « Edgar Quinet - 1883 ». Les titres des ouvrages d'Edgar Quinet ont été gravés sur les côtés. En 1942, sous le régime de Vichy, dans le cadre de la mobilisation des métaux non ferreux, la sculpture est déboulonnée et envoyée à la fonte.
En 1970, un nouveau Monument à Edgar Quinet, réalisé par Marcel Mayer, est installé à Bourg-en-Bresse dans le square des Quinconces.

## Histoire
En 1880, une souscription publique, soutenue par une conférence de Madier de Montjau, est lancée en avril. Le monument est inauguré en 1883 à la promenade des Quinconces à Bourg-en-Bresse en présence du sculpteur.
En 1925, il est déplacé au centre de la place Quinet pour laisser place au monument aux morts de la Première Guerre mondiale, sculpté par Alphonse Muscat.
En 1942, sous le régime de Vichy, la statue est déboulonnée et envoyée en Allemagne, à l'instar d'un autre monument burgien, le Monument au général Joubert de Jean-Paul Aubé. Le 11 novembre 1943, des actes de résistance s’organisent à travers l'Ain à l’initiative du colonel Romans-Petit, le chef des maquis du département. À Bourg, André Lévrier et un groupe du maquis érigent un buste de Marianne sur le socle laissé vide de la statue disparue avec les initiales RF, pour République française. De plus, une croix de Lorraine est peinte sur une bannière tricolore suspendue avec l’inscription « Vive la IVe ». Cet acte de résistance restera visible de 6 h à 11 h du matin car aucun employé municipal ne voulait « déposer la République ».
Dans un premier temps, le piédestal est laissé à son emplacement. En 1987, il est déplacé dans la cour du lycée Edgar-Quinet (46° 11′ 51″ N, 5° 13′ 39″ E), puis en 1988, année du centenaire du lycée, une statue en ciment aluminé d'Edgar Quinet debout, œuvre de Martine Clerc, est érigée sur la base du piédestal.